# آلکس کالینیکوس
آلکساندر تئودور کالینیکوس (متولد ۲۴ ژوئیه ۱۹۵۰ در رودزیای جنوبی - هم‌اینک ساکن در زیمبابوه)، نظریه‌پرداز سیاسی با گرایش تروتسکیسم است. وی عضو کمیته مرکزی حزب کارگران سوسیالیست و دبیر بین‌المللی آن است. او هم‌چنین سرپرست مرکز مطالعات اروپایی در کالج کینگ لندن است. کالینیکوس ویراستاری مجلهٔ سوسیالیسم بین‌المللی، مجلهٔ نظری (تئوریک) حزب کارگران سوسیالیست، را بر عهده دارد.

## مقالات
- جنبش ضد سرمایه‌داری و چپ انقلابی
- طبقهٔ میانی نوظهور و سوسیالیست‌ها (۱۹۸۳)
- استراتژی بزرگ امپراتوری آمریکا
- ریشه‌یابی اعماق: مارکسیسم و هولوکاست
- مصاحبه با آلکس کالینیکوس: یورش امپراتوری به خاورمیانه
- امپریالیسم و اقتصاد سیاسی جهانی (مندرج در سوسیالیسم بین‌المللی، شماره ۱۰۸، پاییز ۲۰۰۵)
- جایگاه کنونی چپ رادیکال کجاست؟ (مندرج در سوسیالیسم بین‌المللی، شماره ۱۲۰، پاییز ۲۰۰۸)
- دانشگاه‌ها در جهانی نئولیبرال